# Aleksei Mirantxuk
Aleksei Andréievitx Mirantxuk (rus: Алексей Андреевич Миранчук; 17 d'octubre de 1995) és un futbolista professional rus que juga com a davanter o centrecampista ofensiu per l'Atalanta BC i la selecció de Rússia.

## Inicis
Nascut a Slàviansk-na-Kubani, Mirantxuk va començar a jugar a futbol a l'equip escolar de la seva ciutat natal Olymp. Després, el seu germà bessó Anton i ell van anar a Moscou, unint-se a les files de l'Spartak Moscou. Tanmateix, no van durar gaire en aquest equip i van ser expulsats per les seves insuficients habilitats físiques.
Posteriorment, els dos germans bessons van ser detectats pels mànagers del Lokomotiv Moscou, que els invitaren a unir-se a l'equip. Aleksei va guanyar tres títols de la lliga russa de la seva categoria d'edat i va marcar un gol en dues finals. L'octubre de 2012 va esdevenir el MVP de la copa de la Unió Russa de Futbol.

## Carrera en equips

### Lokomotiv Moscou
Als 17 anys, Mirantxuk va debutar a la lliga russa de futbol amb el Lokomotiv Moscou el 20 d'abril de 2013 com a titular en un partit fora de casa contra el Kuban (0-0). El 5 de maig de 2013, Mirantxuk va marcar el seu primer gol com a professional i va fer la primera assistència en el partit fora de casa contra l'Amkar, que va guanyar el Lokomotiv 4-2. Va fer un cop de cap d'una passada de Maicon la primera part i va fer una assistència a Renat Yanbayev la segona part.
Va debutar a la Lliga Europa de la UEFA el 28 d'agost de 2014, entrant com a substitut de Manuel Fernandes durant la segona part en una derrota 1-4 contra el xipriota Apollon Limassol.
El seu rendiment va fer-li obtenir el títol de millor jugador del mes del Lokomotiv per enquestes de seguidors a les xarxes socials l'abril de 2015 i el maig de 2015.
El 21 de maig de 2015, Mirantxuk va marcar un gol tot sol contra el Kuban Krasnodar durant la pròrroga a la copa russa de futbol, ajudant el Lokomotiv a guanyar el sisè títol de copa russa de la seva història.

## Carrera internacional
Va debutar a la selecció nacional de futbol de Rússia el 7 de juny de 2015 en un amistós contra Belarús a l'Arena Khimki, substituint Iuri Jirkov al minut 71 i marcant, al cap de dotze minuts, el tercer gol de la victòria 4-2 de Rússia.
L'11 de maig de 2018 va ser inclòs a l'equip extens de Rússia per la Copa del Món de Futbol de 2018. El 3 de juny de 2018, va ser inclòs a l'equip definitiu.

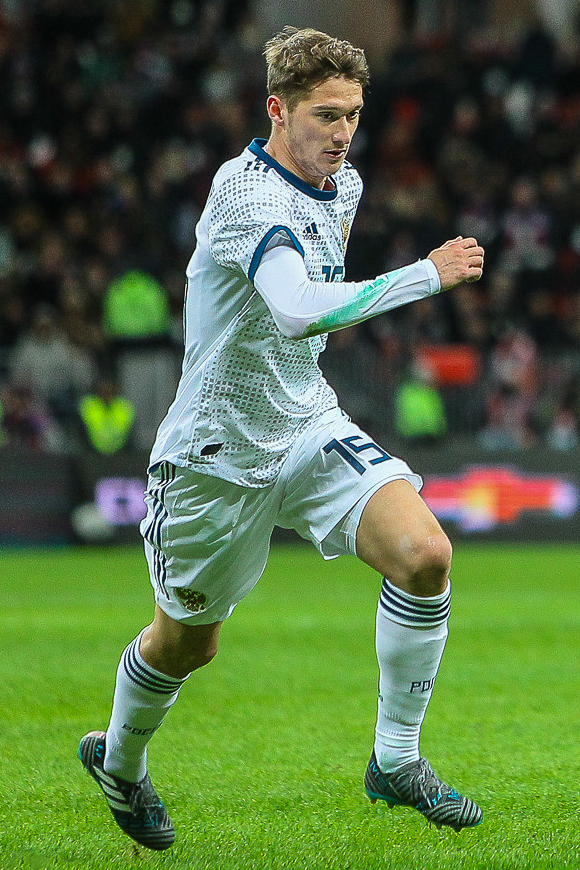
Aleksei Mirantxuk, durant l'amistós Rússia-Brasil (0-3) el 23 de març de 2018.

## Estadístiques de la carrer

### Equip
Actualitzat el 13 de maig de 2018.
| Equip            | Temporada     | Lliga   | Lliga | Copa    | Copa | Europa  | Europa | Altres1 | Altres1 | Total   | Total |
| Equip            | Temporada     | Partits | Gols  | Partits | Gols | Partits | Gols   | Partits | Gols    | Partits | Gols  |
| ---------------- | ------------- | ------- | ----- | ------- | ---- | ------- | ------ | ------- | ------- | ------- | ----- |
| Lokomotiv Moscou | 2012–13       | 6       | 1     | 0       | 0    | –       | –      | –       | –       | 6       | 1     |
| Lokomotiv Moscou | 2013–14       | 8       | 1     | 1       | 0    | –       | –      | –       | –       | 9       | 1     |
| Lokomotiv Moscou | 2014–15       | 17      | 1     | 3       | 1    | 1       | 0      | –       | –       | 21      | 2     |
| Lokomotiv Moscou | 2015–16       | 27      | 2     | 2       | 0    | 6       | 1      | 1       | 0       | 36      | 3     |
| Lokomotiv Moscou | 2016–17       | 29      | 3     | 5       | 2    | –       | –      | –       | –       | 34      | 5     |
| Lokomotiv Moscou | 2017–18       | 30      | 7     | 1       | 0    | 9       | 1      | 1       | 0       | 41      | 8     |
| Lokomotiv Moscou | Total         | 117     | 15    | 12      | 3    | 16      | 2      | 2       | 0       | 147     | 20    |
| Total carrera    | Total carrera | 117     | 15    | 12      | 3    | 16      | 2      | 2       | 0       | 147     | 20    |

1. Inclou la supercopa russa de futbol

### Internacional
Actualitzat el 25 de juny de 2018
| Selecció nacional | Any   | Partits | Gols |
| ----------------- | ----- | ------- | ---- |
| Rússia            | 2015  | 2       | 1    |
| Rússia            | 2016  | 3       | 0    |
| Rússia            | 2017  | 9       | 3    |
| Rússia            | 2018  | 5       | 0    |
| Total             | Total | 19      | 4    |

### Gols internacionals
Marcador i resultat final indiquen primer els gols de Rússia
| Número | Data                   | Seu                                         | Contrincant   | Marcador | Resultat final | Competició |
| ------ | ---------------------- | ------------------------------------------- | ------------- | -------- | -------------- | ---------- |
| 1.     | 7 de juny de 2015      | Arena Khimki, Khimki, Rússia                | Belarús       | 3–2      | 4–2            | Amistós    |
| 2.     | 28 de març de 2017     | Fisht Olympic Stadium, Sochi, Rússia        | Bèlgica       | 2–3      | 3–3            | Amistós    |
| 3.     | 7 d'octubre de 2017    | VEB Arena, Moscou, Rússia                   | Corea del Sud | 4–0      | 4–2            | Amistós    |
| 4.     | 14 de novembre de 2017 | Krestovsky Stadium, Sant Petersburg, Rússia | Espanya       | 2–2      | 3–3            | Amistós    |

## Palmarès

### Equip
FK Lokomotiv Moscou
- Lliga russa de futbol: 2017-18
- Copa russa de futbol: 2014-15, 2016-17, 2018-19
- Supercopa russa de futbol: 2019

Atalanta BC
- Lliga Europa de la UEFA: 2023-24

### Individual
- Millor jugador sub-21 de la lliga russa de futbol: 2013-2014[11]